# Noel Nicola
Noel Jorge Nicola Reyes (La Habana, 7 de octubre de 1946-ib., 7 de agosto de 2005) fue un cantautor cubano, y junto a Silvio Rodríguez y Pablo Milanés, uno de los fundadores de la llamada Nueva Trova Cubana.

## Vida
Apodado «el tranquilo de la Nueva Trova». Hijo de Isaac Nicola, profesor y uno de los pilares fundamentales de la Escuela Cubana de Guitarra, y Eva del Carmen Reyes Sterlich, destacada violinista. Su tía, Clara (Cuqui) Nicola, también es una excelentísima profesora de guitarra. 
Padre de Carolina Nicola, cineasta cubana, y Nadia Nicola, famosa directora coral. Su esposa por casi 18 años, Liudmila Alexeevna Kondakova, fue un fuerte soporte para el artista durante gran parte de su vida y lo acompañó hasta sus últimos momentos. 
Su talento tanto para hacer poesía como para hacer melodías, y música en general, le viene a través de su familia, pues Noel procede de una familia de músicos. De manera autodidacta, como muchos de los trovadores y cantautores, aprende a acompañar sus textos con la guitarra. 
A la temprana edad de 13 años comienza a componer sus primeras canciones.
Cuando el 18 de febrero de 1968, Silvio Rodríguez, Pablo Milanés y Noel dan su primer recital en la Casa de las Américas en La Habana, gracias al ímpetu de Haydée Santamaría, ya se estaba gestando lo que todos conocen como el movimiento de la Nueva Trova, del cual Noel es pionero, fundador y además fue el primer director que tuvo ese movimiento, fungiendo desde 1972 hasta 1977. 
Posteriormente pasa a formar parte integrante del GESI (Grupo de Experimentación Sonora del ICAIC), recibiendo clases junto a otros miembros e integrantes, de los maestros Leo Brouwer, Juan Elósegui y Federico Smith. Este impulso fue gestado en gran medida por Alfredo Guevara, entonces presidente del ICAIC. 
En 1974, viajó junto con Silvio a República Dominicana y participó en el festival Siete Días con el Pueblo. Esta fue una de las primeras presentaciones de miembros de la Nueva Trova fuera de Cuba.
Noel Nicola murió en el verano de 2005, en La Habana, víctima de un cáncer de pulmón. En su entierro Lázaro García, amigo de toda la vida de Nicola, expresó: 

Es lamentable este deceso, pues es y era una de las personas más importantes de la trova, de los más creativos.

## Discografía
En solitario
- Comienzo el día (Noel Nicola) [1977]
- Así como soy (Noel Nicola) [1980]
- Lejanías (Noel Nicola) [1985]
- Noel Nicola canta a César Vallejo (Noel Nicola) [1986]
- Tricolor (Noel Nicola) [1987]
- Ánimo, trovador (Noel Nicola) [1989]
- Soy y no soy el mismo (Noel Nicola) [1998]
- Dame mi voz (Noel Nicola) [2000]
- Entre otros (Noel Nicola + Santiago Feliú) [2002]

Singles y EP
- Hermanos (EP) (Noel Nicola) [1989]
- Los papaloteros I (EP) (Noel Nicola) [1991]

Como miembro del GESI
- Cuba va! Songs of the new generation of revolutionary Cuba (GESI) [1971]
- Cuba va (Pablo Milanés – Silvio Rodríguez – Noel Nicola) [1971]
- Canciones del Grupo de Experimentación Sonora del ICAIC (GESI) [1973]
- Grupo Experimental Sonora del ICAIC/Cuba (GESI) [1974]
- Grupo de Experimentación Sonora/ICAIC 2 (GESI) [1975]
- Grupo de Experimentación Sonora/ICAIC 3 (GESI) [1975]
- Grupo de Experimentación Sonora/ICAIC 4 (GESI) [1975]
- El hombre de Maisinicú (GESI) [1975]
- Cuba (Obra colectiva) [1976]
- XX aniversario de la cinematografía cubana (Obra colectiva) [1979]

Colectivos
- Canción protesta. Casa de las Américas (EP) [1968]
- 26 de julio: los nuevos héroes [1969]
- Canción para el hombre nuevo (EP) [1969]
- Canción protesta: Protest song of Latin America [1970]
- Marchas y canciones revolucionarias [1970]
- La canción, un arma de la Revolución [1974]
- 1975 año internacional de la mujer [1975]
- Cuba canta a la República Dominicana (con Silvio Rodríguez) [1975]
- De un pájaro las dos alas [1975]
- Su nombre es Pueblo [1975]
- Guardafronteras: primera trinchera (EP) [1980]
- Roque Dalton [1981]
- El tiempo está a favor de los pequeños [1983]
- Tercer festival de la Nueva Canción Latinoamericana [1984]
- Primer festival del Nuevo Canto Latinoamericano [1984]
- Festival de la Nueva Trova 1984 (En vivo), vol I [1985]
- Canciones al Che Vol 2 [1992]
- Antología de la Nueva Trova Vol. 1 [1998]
- Vamos todos a cantar [1999]
- Definitivamente jueves [2001]
- Homenaje a Noel Nicola (A guitarra limpia. Tercer aniversario) [2001]
- Del agua que bebimos [2003]

Colaboraciones
- La Nueva Canción (Sonia Silvestre) [1975]
- Cuando digo futuro (Silvio Rodríguez) [1977]
- Este árbol que sembramos (Augusto Blanca) [1997]
- Cita con ángeles (Silvio Rodríguez) [2003]

Otros trabajos
- Inéditas o no clasificadas (Noel Nicola)
- 37 canciones de Noel Nicola (Disco Tributo, Obra colectiva) [2007]